# Pál Király
Pál Király (1880-1965) fue un ingeniero y diseñador de armas de Hungría.

## Biografía
Nació en Budapest en 1880 como hijo de Pál Király Dada y Etelke Tóth. En 1902, obtuvo un título en ingeniería mecánica en la Universidad Tecnológica de Budapest, y desde 1907 trabajó allí como asistente de enseñanza. Mientras tanto, en 1909, recibió el grado de teniente de artillería de reserva. Se alistó en agosto de 1914 y sirvió en el ejército de la monarquía hasta el final de la Primera Guerra Mundial, desmovilizado como capitán. Su primer artículo conocido se publicó en 1915, publicado en alemán, titulado "Operación de la recámara de armas pequeñas automáticas sin bloqueo". Después del final de la monarquía austrohúngara, a Hungría se le prohibió diseñar armas, por lo que Király se mudó a Suiza y tomó un trabajo en la fábrica de armas SIG Neuhausen. Aquí se fabricaron para la exportación las ametralladoras SIG K.E.7 y SIG Kf.7 diseñadas por él en la década de 1920, y el subfusil SIG MKMO, que suele clasificarse como ametralladora por su forma (sus soluciones estructurales aparecerán de nuevo en el 39M). SIG no permitió la producción de muestras experimentales de armas pequeñas diseñadas para Hungría.
Después de 1928, cuando el desarrollo de armas comenzó de nuevo en Hungría, regresó a Hungría en 1929 y diseñó armas para la fábrica de máquinas Danuvia, pero también tenía un contrato válido con SIG. Este mismo año, diseñó la pistola KD Danuvia (de la cual la Walther P38 es descendiente directa). Diseñó rifles de carga automática en la década de 1930 y también creó la ametralladora Neuhau en Suiza en ese momento, con recámara para Mauser (7,63 × 25 mm y 9 × 25 mm) y Parabellum (7,65 × 21 mm y 9 × 19 mm) cartuchos, piparon. Por primera vez en Hungría, las Fuerzas Armadas Reales regularizaron la primera versión de la familia de subfusiles Király (39 M.). Según el artículo más sunble, Danuvia no lo empleó como empleado en Hungría entre 1929 y 1944, vivió de las regalías de sus patentes y de la parte de los ingresos de Danuvia por la producción de sus armas. Según el artículo, usó un freno de boca por primera vez en un rifle de carga automática en 1932, 4 años antes que Sergey Gavrilovich Simonov, quien fue declarado el primero.
Salió del país en 1944, luego emigró a Suiza y de allí a la República Dominicana, donde fue empleado de la fábrica de armas Armería de San Cristóbal. La carabina Cristóbal se diseñó en base a sus patentes, que inicialmente se produjo como la carabina Kiraly-Cristobal, en 1951 se eliminó el prefijo Kiraly por razones de marketing. Incluso este año, la República Popular Húngara presentó el Kucher K1, una adaptación de la antigua ametralladora 44 M., cuyo diseño fue completado por su antiguo colega, József Kucher. Murió en 1953, por lo que ya no pudo ganarse el hecho de que su arma fuera nombrada competidora del FN FAL belga en 1961 con sus soluciones patentadas.
Su arma más exitosa es la familia de carabinas Cristóbal, de la que se fabricaron 250.000 unidades. Su último diseño fue patentado en 1962, después de su muerte.

### Armas Diseñadas
- Danuvia 43M
- Carabina Cristóbal